# Vulgarismy v polštině
Polské vulgarismy snad po celém světě prezentuje hojné užívání slova "kurwa" (význam Kurva). Polské sprosté výrazy a fráze však u jednoho slova nekončí. Sprostá slova mohou být postihována i právně.

## Příklady polských vulgarismů, jejich použití a význam

### oblíbená sprostá slova
- kurwa – kurva, prostitutka (slovo užívané jako výraz zklamání, nadšení, i jako urážka druhé osoby)
- tępak – blbec
- pedał, ciota – buzerant, teplouš (hanlivě homosexuál)
- Wpierdol

### oblíbené sprosté fráze
- Co jest grane, kurwa mać?! – O co ti jde, do prdele?!
- Spierdalaj, bo ci nogi z dupy powyrywam! – Odpal, nebo ti zpřerážím nohy! (Doslovně: nebo ti vytrhnu nohy z prdele.)
- Gówno ci do tego! – Po tom ti je hovno!

## Právní důsledky používání vulgarismů v Polsku
Podobně jako v jiných státech i v Polsku upravují používání vulgarismů právní normy. Článek 141 trestního zákoníku ukládá, že " ten, kdo se na veřejném místě projevuje vulgárně, nápisy, kresbou nebo vulgarismy, hrozí mu:
- trest odnětí svobody,
- pokuta až do výše 1500 zlotých (asi 9 500 Kč dle aktuálního[kdy?] kurzu),
- uložení napomenutí nebo důtky.

Tento předpis se týká rovněž projevů na internetu. Obvykle se netýká uměleckých vystoupení.